# Тримата мускетари: д'Артанян
„Тримата мускетари: д'Артанян“ (на френски: Les Trois Mousquetaires : D'Artagnan) е епичен приключенски филм от 2023 година на режисьора Мартин Бурбулон, първата част от дуология, базирана на романа на Александър Дюма „Тримата мускетари“.

## Сюжет
Внимание:  Текстът по-долу разкрива сюжета на произведението (или части от него)!
Франция, 1627 г. Крал Луи XIII формално управлява страната, но реално разчита изцяло на мъдрите съвети на първия си министър кардинал Ришельо. Във Франция настъпват смутни времена, тъй като страната е разделена на два религиозни лагера: католици и хугеноти, а коварната Англия е готова да се намеси във вътрешната борба на страната на хугенотите. В Париж мускетарите на краля са в конфликт с гвардията на кардинала и между тях постоянно се водят схватки и дуели. По това време младият гасконец д'Артанян, получил благословията на баща си, галопира към Париж с надеждата да стане мускетар и все още не знае, че скоро ще се озове в самия център на опасни приключения...

## Актьорски състав
| Актьор              | Роля                                                                     |
| ------------------- | ------------------------------------------------------------------------ |
| Франсоа Сивил       | д'Артанян                                                                |
| Венсан Касел        | Атос                                                                     |
| Ромен Дюрис         | Арамис                                                                   |
| Пио Мармаи          | Портос                                                                   |
| Луис Гарел          | Луи XIII                                                                 |
| Вики Крипс          | Анна Австрийска                                                          |
| Лина Худри          | Констанс Бонасьо – прислужница на Ана Австрийска и нейна вярна помощница |
| Эрик Руф            | Арман Жан дю Плеси дьо Ришельо                                           |
| Ева Грийн           | Милейди де Уинтър – злодейка прелъстителка, шпионка на кардинал Ришельо  |
| Джейкъб Форчън-Лойд | херцог Бъкингам                                                          |
| Доминик Валадие     | Мария де Медичи                                                          |
| Жулиен Фризон       | Гастон Орлеански                                                         |
| Тибо Винсон         | Хорас Сен Бланкар – водач на хугенотските бунтове                        |
| Марк Барбе          | Жан-Арман дьо Тревил                                                     |
| Патрик Мил          | граф дьо Шале – придворен на Гастон Орлеански                            |
| Алексис Михалик     | Вилньов дьо Ради                                                         |